# Yúqiébùlèi
Yúqiébùlèi  ( 瑜伽部類) (T.D. vol. 31,  sezione dal n. 1579 al n. 1627) è la sezione del Canone buddista cinese che raccoglie le opere della scuola Cittamātra, conosciuta anche come Vijñānavāda o Yogācāra. Questa letteratura si fonda essenzialmente sul Saṃdhinirmocanasūtra che tuttavia è raccolto al n. 675 e 677 della sezione dei Jīngjíbù. Questa sezione contiene:
- Yogâcārabhūmiśāstra (Trattato sulle terre dei praticanti dello yoga, 瑜伽師地論 pinyin: Yúqié shīdì lùn, giapp. Yugashijiron) in Cina è tradizionalmente attribuito a Maitreyanātha, monaco indiano vissuto nel IV secolo, mentre la tradizione tibetana lo attribuisce a Asaṅga. Questo testo, che tratta in particolar modo del cammino yogico e delle otto coscienze studiate dalla scuola Cittamātra, fu tradotto da Xuánzàng (玄奘) nel 646 (T.D. 1579.30.279-882) in 100 fascicoli. Xuánzàng si era recato precedentemente in India allo scopo di riportarne una copia in Cina. È presente anche nel Canone tibetano  e contiene anche un elenco Trentadue segni maggiori di un Buddha (三十二相 pinyin sānshíèr xiàng, giapponese sanjūni sō).
- Triṃśikāvijñaptikārikā (Trenta versi sulla dottrina della sola mente, 唯識三十頌  pinyin: Wéishì sānshí sòng giapp. Yuishiki sanjū shō) di Vasubandhu, tradotto da Xuánzàng nel 648 in 10 fascicoli (T.D. 1586.31.60a-61b). È alla base della scuola cinese Fǎxiāng (法相宗) e della giapponese Hossō, ambedue di stretta osservanza Cittamātra.
- Vijñaptimātratāsiddhi-śāstra (Trattato sulla realizzazione del niente altro che conoscenza, 成唯識論 pinyin: Chéngwéishìlùn, giapp. Jōyuishikiron) opera di Dharmapāla, tradotto da Xuánzàng (T.D. 1585.31.1a-59a). È un commentario del Triṃśikāvijñaptikārikā di Vasubandhu.
- Vimśatikāśāstra (Venti versi sulla dottrina della sola mente, 二十唯識論 pinyin:  Èrshí wéishì lùn, giapp. Nijūyuishikiron) anche questa opera di Vasubandhu, tradotta da Xuánzàng e Paramārtha. È un testo polemico a difesa delle dottrine della scuola Cittamātra.
- Mahāyānasūtrālaṃkāra (L'ornamento del discorso del Veicolo Universale, 大乘莊嚴經論 Dàshéng zhuāngyán jīng lùn, giapp. Daijō sōgonkyō ron, T.D. 1604.31.589b-661c) testo in 13 fascicoli attribuito ad Asaṅga e tradotto da Prabhākaramitra tra il 630 e il 633. Composto in 24 capitoli tratta della dottrina del Trikāya e della via del Bodhisattva.